# Ekskluzywa
Ekskluzywa (łac. exclusiva – „wykluczenie”) – w Kościele katolickim procedura umożliwiająca zawetowanie wyniku konklawe i tym samym zablokowanie zwycięskiej kandydaturze drogi na tron papieski. Podstawę prawną ogłaszania ekskluzywy stanowiło Ius Exclusivæ („prawo wykluczenia”). Nie wydaje się, aby było ono powiązane ze średniowiecznym zwyczajem zatwierdzania wyboru papieża przez (przeważnie) cesarza bizantyjskiego bądź rzymsko-niemieckiego. Ekskluzywa stanowiła zwyczajowo uznawane przez Kościół prawo sprzeciwu katolickiego cesarza lub króla wobec werdyktu konklawe. Przysługiwało ono władcom Hiszpanii, Francji i Austrii. Monarcha miał prawo wskazać jednorazowo jednego spośród kandydatów, który tym samym tracił szansę na zostanie papieżem. Władca osobiście nie brał udziału w konklawe, więc weto mógł zgłosić tylko wyznaczony przez niego kardynał. Pod pojęciem ekskluzywy rozumiano uroczystą, na ogół pisemną deklarację o wykluczeniu danego kandydata.
Precedens zastosowania ekskluzywy stanowiło konklawe w 1644 roku, gdy kardynał Gil Carrillo de Albornoz w imieniu króla Hiszpanii Filipa IV Habsburga zgłosił oficjalne weto wobec ewentualnego wyboru na papieża uznawanego za faworyta kard. Juliusza Cezarego (Giulio Cesare) Sacchettiego. Zwolennicy Sacchettiego próbowali początkowo zlekceważyć ekskluzywę, ale ostatecznie musieli się z nią pogodzić. W drugiej połowie XVII wieku ani razu nie doszło już do zgłoszenia weta w takiej formie, choć reprezentanci katolickich mocarstw (np. hiszpański kardynał Juan de Lugo y de Quiroga) utrzymywali, że mają prawo do jego zgłoszenia i praktycznie na każdym konklawe grozili jego zgłoszeniem, gdy tylko wypływała kandydatura niewygodna dla ich władcy. Mimo że nie brakowało przeciwników takich roszczeń królów do ingerencji w przebieg konklawe, zazwyczaj groźby takie okazywały się skuteczne i nie zdarzyło się, by doszło do wyboru kandydata wyraźnie nieakceptowanego przez któreś z mocarstw. Ostatecznie na początku XVIII wieku przyjęło się, że cesarz oraz królowie Francji i Hiszpanii mają prawo do zgłoszenia oficjalnego weta wobec jednego kandydata na każdym konklawe.
Po raz ostatni Ius Exclusivæ zostało zastosowane w 1903 r., gdy noszący tytuł króla apostolskiego cesarz Austrii Franciszek Józef I za pośrednictwem kardynała Jana Puzyny zablokował kandydaturę mającego większość głosów elektorów kard. Mariano Rampolli. W wyniku tego nowym papieżem został kardynał Giuseppe Sarto, który jako Pius X już w 1904 r. zniósł Ius Exclusivæ. W wydanej przez niego konstytucji apostolskiej Commissum nobis stosowanie ekskluzywy przy wyborze papieża zostało zakazane pod karą ekskomuniki, kardynałów obowiązuje złożenie przysięgi o odmowie ulegania jakimkolwiek wpływom świeckim.

## Przypadki zastosowaniaIus Exclusivæ
W historii konklawe ekskluzywę zgłaszano siedmiokrotnie. Po trzy razy zgłaszały ją Hiszpania i Austria, a raz – Francja. 
| Konklawe           | Cel ekskluzywy                              | Kardynał zgłaszający ekskluzywę         | Monarcha, w imieniu którego zgłoszono ekskluzywę      |
| ------------------ | ------------------------------------------- | --------------------------------------- | ----------------------------------------------------- |
| Konklawe 1644      | kardynał Giulio Cesare Sacchetti            | kardynał Gil Carrillo de Albornoz       | Filip IV Habsburg, król Hiszpanii                     |
| Konklawe 1721      | kardynał Fabrizio Paolucci                  | kardynał Michael Friedrich von Althann  | Karol VI Habsburg, cesarz rzymski narodu niemieckiego |
| Konklawe 1730      | kardynał Giuseppe Renato Imperiali          | kardynał Cornelio Bentivoglio           | Filip V Hiszpański, król Hiszpanii                    |
| Konklawe 1758      | kardynał Carlo Alberto Guidoboni Cavalchini | kardynał Paul d’Albert de Luynes        | Ludwik XV, król Francji                               |
| Konklawe 1823      | kardynał Antonio Gabriele Severoli          | kardynał Giuseppe Albani                | Franciszek I, cesarz austriacki                       |
| Konklawe 1830–1831 | kardynał Giacomo Giustiniani                | kardynał Juan Francisco Marco y Catalán | Ferdynand VII, król Hiszpanii                         |
| Konklawe 1903      | kardynał Mariano Rampolla                   | kardynał Jan Puzyna                     | Franciszek Józef I, cesarz austriacki                 |